# 33254 Sundaresakumar
33254 Sundaresakumar este o planetă minoră (asteroid) din centura de asteroizi. A fost descoperită pe 20 aprilie 1998 la Experimental Test Site⁠(d) de Lincoln Near-Earth Asteroid Research. 
Obiectul prezintă o orbită caracterizată de o semiaxă mare de 2,799809 UAi, o excentricitate de 0,02, o înclinație de 4,99659 ° în raport cu ecliptica.